# Triton (mitologie)
Triton este, în mitologia greacă, fiul lui Poseidon și al Amfitritei. Se spune că atunci când Triton suna tunător din goarna lui de cochilie, stârnea furtuni groaznice.
Tritonul mai este și denumirea pentru o ființă pe jumătate bărbat și pe jumătate pește.